# He Zhiwen
He Zhiwen (何志文S, Hé ZhìwénP; Zhejiang, 31 maggio 1962) è un tennistavolista cinese naturalizzato spagnolo, che ha rappresentato la Spagna ai Giochi olimpici di Rio de Janeiro 2016.